# Kamlott

Dräkt i brun kamlott som tillhört Karl X Gustav.

Kamlott eller Kamelott (från franskans camelot av latinets camelus= kamel), är ett tjockt blankt ylletyg av atlastyp.
Ursprungligen syftade kamlott på ett orientaliskt kamelhårstyg. Billigare kamlott vävdes ofta med bomullsvarp. Tyget var tidigare vanligt i folkdräkter och i ytterplagg.
Tyget infördes till västerlandet från Orienten på 1100-talet och var vanligt till kläder framför allt på 1700-talet. Europeisk tillverkning förekom i Frankrike och Nederländerna.